# Rômulo Arantes Neto
Rômulo Duncan Arantes Neto (Rio de Janeiro, 9 de abril de 1987) é um ator, modelo e empresário brasileiro.

## Biografia
É filho da arquiteta Adriana Junqueira Schmidt e do nadador e também ator, Rômulo Arantes. Seus pais se separaram quando tinha sete anos de idade. Seu pai faleceu em um acidente com ultraleve, em 2000. Em entrevistas revelou que sofreu muito com essa perda, já que seu pai era seu melhor amigo, e que por influência dele sempre praticou exercícios físicos, o que o ajudou a superar o falecimento do pai, e até hoje é adepto do surf, vela, kitesurf e jiu jitsu. O artista é enteado do ator Otávio Müller, e possui duas meias-irmãs por parte de mãe: Maria Junqueira Müller de Sá, nascida em 2006, e Clara Junqueira Müller de Sá, nascida em 2008.

## Carreira
Estreou na televisão em 2007, interpretando o protagonista André na décima quarta temporada de Malhação. Em 2008 e 2009, esteve no elenco das novelas Caminhos do Coração, Os Mutantes e Promessas de amor da Record, interpretando o mutante Telê. Ainda em 2009, fez uma participação como Matheus na novela Bela, a Feia. Em 2011, viveu o humilde Raimundo na novela Vidas em Jogo. Em 2013, após seis anos, voltou a Rede Globo interpretando o vilão Tito na novela das sete Sangue Bom. Em 2014, viveu o malandro Robertão na novela das nove Império.
Em 2016, interpretou o estudante de diplomacia Braz na novela das seis Êta Mundo Bom!. Ainda em 2016, fez sua estréia no cinema interpretando o lutador Fernandinho no filme Mais Forte que o Mundo e no filme americano Can't Be Undone como Francis. Em 2017, viveu o agente da Polícia Lourenço na novela das sete Pega Pega. Em 2018, integrou no elenco da novela das seis Espelho da Vida interpretando o galã Mauro César. Em 2019, viveu o misterioso Rui em Malhação: Toda Forma de Amar e o remador Rômulo na série Filhos da Pátria. No mesmo ano, protagoniza a minissérie Toda Forma de Amor exibida no Canal Brasil, no papel de Daniel.

## Filmografia

### Televisão
| Ano  | Título                         | Personagem                          | Notas                                       |
| ---- | ------------------------------ | ----------------------------------- | ------------------------------------------- |
| 2007 | Malhação                       | André Dias                          | Temporada 14                                |
| 2008 | Caminhos do Coração            | Terêncio Ribeiras (Telê)            |                                             |
| 2008 | Os Mutantes                    | Terêncio Ribeiras (Telê)            |                                             |
| 2009 | Promessas de Amor              | Terêncio Ribeiras (Telê)            |                                             |
| 2009 | Bela, a Feia                   | Matheus Albuquerque                 |                                             |
| 2011 | Vidas em Jogo                  | Raimundo Figueira de Andrade        |                                             |
| 2013 | Sangue Bom                     | Tito Carmim Rabello                 |                                             |
| 2014 | Saltibum                       | Participante                        | Temporada 1                                 |
| 2014 | Império                        | Roberto Teixera da Silva (Robertão) |                                             |
| 2016 | Êta Mundo Bom!                 | Braz Lima                           |                                             |
| 2016 | 1 Contra Todos                 | Maicon                              | Episódio: "A Lei Vem do Rei"                |
| 2017 | Malhação: Pro Dia Nascer Feliz | Primo                               | Episódio: "3 de maio"                       |
| 2017 | Pega Pega                      | Lourenço Gaia                       |                                             |
| 2018 | Espelho da Vida                | Mauro César                         |                                             |
| 2019 | Filhos da Pátria               | Rômulo                              |                                             |
| 2019 | Toda Forma de Amor             | Daniel                              |                                             |
| 2019 | Malhação: Toda Forma de Amar   | Rui Guedes                          |                                             |
| 2021 | Desjuntados                    | Roberto Carlos                      |                                             |
| 2022 | Nada Suspeitos                 | Maurício Paranhos                   |                                             |
| 2023 | Rio Connection                 | Frederico                           |                                             |
| 2023 | Fuzuê                          | Julião / Julio                      | Episódios: "11 de dezembro–20 de fevereiro" |

### Cinema
| Ano  | Título                    | Papel              |
| ---- | ------------------------- | ------------------ |
| 2016 | Mais Forte que o Mundo    | Fernandinho        |
| 2020 | Can't Be Undone           | Francis            |
| 2021 | Depois a Louca Sou Eu     | Kadu               |
| 2021 | Quem Vai Ficar Com Mário? | Vicente Brüderlich |
| 2022 | Pronto, Falei             | Edgar              |
| 2023 | Meu Cunhado É um Vampiro  | Gregório (Greg)    |

## Teatro
| Ano  | Título                         |
| ---- | ------------------------------ |
| 2013 | Rock in Rio - O Musical        |
| 2015 | Amigos, Amigos, Amores à Parte |
| 2017 | Paixão de Cristo               |

## Prêmios e indicações
| Ano  | Premiação                 | Categoria               | Trabalho | Resultado |
| ---- | ------------------------- | ----------------------- | -------- | --------- |
| 2007 | Prêmio Extra de Televisão | Revelação Masculina     | Malhação | Indicado  |
| 2014 | Prêmio Quem de Televisão  | Melhor Ator Coadjuvante | Império  | Indicado  |